# Neuenkirch
Neuenkirch is een gemeente en plaats in het Zwitserse kanton Luzern en maakte deel uit van het district Sursee tot op 1 januari 2008 de districten van Luzern werden afgeschaft.
Neuenkirch telt 5.719 inwoners.